# Loretokapel Starý Hrozňatov

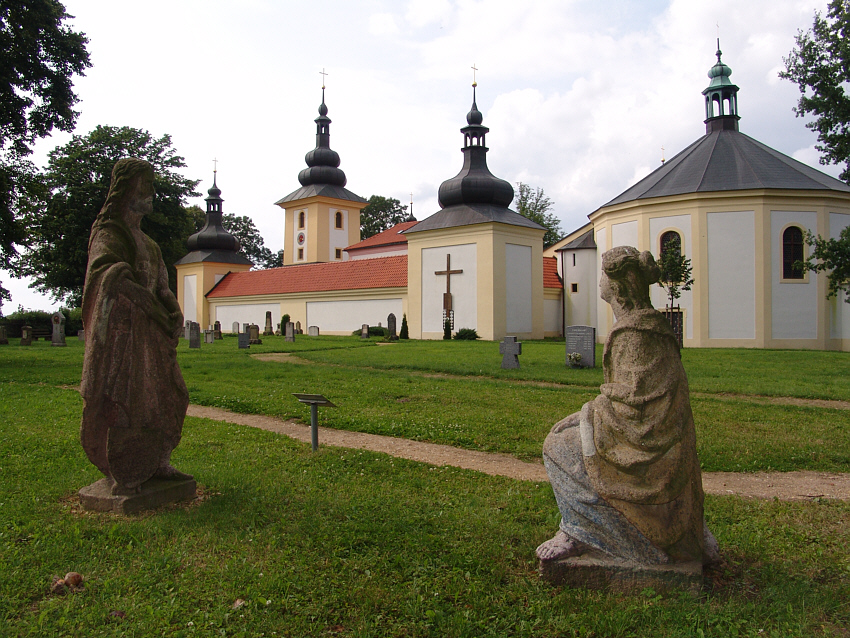
De loretokapel Starý Hrozňatov

De loretokapel Starý Hrozňatov is een loretokapel in het dorpje Starý Hrozňatov, onderdeel van de Tsjechische gemeente Cheb. De kapel is een katholiek bedevaartsoord, waarvan de geschiedenis begint in 1664. In dat jaar werd begonnen aan de bouw van de kapel en de daartoe behorende kruisweg. Sindsdien is Starý Hrozňatov een drukbezocht bedevaartsoord voor de bevolking van onder andere het district Cheb en de naburige gebieden in Duitsland.
Toen in 1949 de communistische partij aan de macht kwam in Tsjechoslowakije en de Koude Oorlog begon, startten ook het verval en de gedeeltelijke vernietiging van de loretokapel. In 1989, toen na de val van het communistische regime de grenzen geopend werden, kwamen de eerste pelgrims weer op de ruïne van het bedevaartsoord af. In de jaren vanaf 1992 werd in samenwerking met de Duitse buurstad Waldsassen gezorgd voor de wederopbouw van de ruïnes en de nieuwbouw van de vernietigde gebouwen.